# Цзяочэн (Ниндэ)
Цзяочэ́н (кит. упр. 蕉城, пиньинь Jiāochéng) — район городского подчинения городского округа Ниндэ провинции Фуцзянь (КНР).

## История
Во времена империи Тан в середине IX века волость Нинчуань (宁川乡) уезда Чанси (长溪县) и волость Ганьдэ (感德乡) уезда Гутянь были объединены в поле, в качестве названия которого было взято по иероглифу из названий волостей — получилось «Ниндэ» (宁德场). Во времена государства Поздняя Тан здесь в 933 году был образован уезд Ниндэ (宁德县).
В 1945 году северная часть уезда Ниндэ была выделена в отдельный уезд Чжоунин.
После образования КНР в 1949 году был создан Специальный район Фуань (福安专区), и уезд вошёл в его состав. В 1971 году власти Специального района переехали из уезда Фуань в уезд Ниндэ, а сам специальный район был переименован в Округ Ниндэ (宁德地区).
В 1988 году уезд Ниндэ был преобразован в городской уезд.
Постановлением Госсовета КНР от 14 ноября 1999 года были расформированы округ Ниндэ и городской уезд Ниндэ, и образован городской округ Ниндэ; территория бывшего городского уезда Ниндэ стала районом Цзяочэн в его составе.

## Административное деление
Район делится на 2 уличных комитета, 10 посёлков, 3 волости и 1 национальную волость.